# Liste von Staatsfonds
Dies ist eine Liste der Staatsfonds weltweit:

## Afrika

### Ägypten
- The Sovereign Fund of Egypt

### Algerien
- Fond de Regulation des Recettes

### Angola
- Fundo Soberano de Angola

### Botswana
- Pula Fund

### Gabun
- Fonds Gabonais d’Investissements Stratégiques

### Ghana
- Ghana Petroleum Funds

### Libyen
- Libyan Investment Authority

### Marokko
- Ithmar Capital

### Nigeria
- Nigeria Sovereign Investment Authority

### Ruanda
- Agaciro Development Fund

### Senegal
- Fonds Souverain d'Investissements Stratégiques S.A.

## Asien

### Aserbaidschan
- Staatlicher Ölfonds von Aserbaidschan

### Bahrain
- Mumtalakat Holding Company

### Brunei
- Brunei Investment Agency

### China
- China Investment Corporation
- SAFE Investment Company
- National Council for Social Security Fund
- China-Africa Development Fund

### Hong Kong
- Hong Kong Exchange Fund

### Indonesien
- Danantara Indonesia Sovereign Fund
- Indonesia Investment Authority

### Iran
- National Development Fund of Iran

### Kasachstan
- Samruk-Kazyna
- Kazakhstan National Fund
- JSC National Investment Corporation of the National Bank of Kazakhstan

### Katar
- Qatar Investment Authority

### Kuwait
- Kuwait Investment Authority

### Malaysia
- Khazanah Nasional

### Oman
- State General Reserve Fund
- Oman Investment Authority
- Oman Investment Fund

### Osttimor
- Timor-Leste Petroleum Fund

### Palästina
- Palestine Investment Fund

### Russland
- Stabilisierungsfonds
- Russischer Reservefonds
- Russischer Wohlfahrtsfonds
- Russian Direct Investment Fund

### Saudi-Arabien
- Public Investment Fund

### Singapur
- Government of Singapore Investment Corporation
- Temasek Holdings

### Südkorea
- Korea Investment Corporation

### Vereinigte Arabische Emirate
- Abu Dhabi Investment Authority
- Investment Corporation of Dubai
- Mubadala Investment
- Abu Dhabi Investment Council
- Abu Dhabi Developmental Holding Company
- Emirates Investment Authority

## Europa

### Deutschland
- Fonds zur Finanzierung der kerntechnischen Entsorgung

### Belgien
- Société Fédérale de Participations et d'Investissement

### Frankreich
- Bpifrance

### Griechenland
- Growthfund

### Irland
- Ireland Strategic Investment Fund

### Italien
- Cassa Depositi e Prestiti

### Norwegen
- Staatlicher Pensionsfonds (Norwegen)

### Spanien
- Cofides

### Türkei
- Türkiye Varlık Fonu

## Nordamerika

### Kanada
- Alberta Heritage Savings Trust Fund

### Mexiko
- Fondo para la Estabilización de los Ingresos Presupuestarios
- Fondo Mexicano del Petroleo para la Estabilizacion y el Desarrollo

### Panama
- Fondo de Ahorro de Panamá

### Trinidad und Tobago
- Heritage and Stabilization Fund

### Vereinigte Staaten
- Alaska Permanent Fund
- Texas Permanent School Fund
- New Mexico Land Grant Permanent Fund
- Permanent University Fund
- Permanent Wyoming Mineral Trust Fund

## Südamerika

### Brasilien
- Fundo Soberano Do Brasil

### Chile
- Economic and Social Stabilization Fund

### Peru
- Fondo de Estabilización Fiscal

## Ozeanien

### Australien
- Australian Government Future Fund

### Nauru
- Intergenerational Trust Fund for the People of the Republic of Nauru

### Neuseeland
- New Zealand Superannuation Fund